# 金子恵美 (1978年生の政治家)
金子 恵美（かねこ めぐみ、1978年〈昭和53年〉2月27日 - ）は、日本のタレント、政治家、政治評論家、コメンテーター。
総務大臣政務官（第3次安倍第2次改造内閣）、衆議院議員（2期）、新潟県議会議員（2期）、新潟市議会議員（1期）などを歴任。
父は月潟村長を務めた金子由征。夫は衆議院議員を務めた宮崎謙介。

## 来歴
新潟県西蒲原郡月潟村（現・新潟市南区）生まれ。月潟村立月潟小学校、月潟村立月潟中学校、新潟県立三条高等学校、早稲田大学第一文学部文学科演劇専修卒業。大学在学中、イギリスのバースやアメリカ合衆国のバージニア州アレキサンドリアでホームステイし、ネパール・ムスタンで近藤亨の下、農業支援に従事した経験を有する。
2000年3月、大学卒業後、同年4月、新潟放送に一般職非常勤職員として入社。その後、1年程で退職し、フリーのライター活動を行い、2002年に「新潟県きものの女王」、2003年にミス日本の関東代表に選出された。その後、韓国の梨花女子大学校に留学。
2007年、新潟市議会議員選挙に南区選挙区から立候補し、4,244票を獲得しトップ当選。
2010年、新潟市議を1期目の任期途中で辞職。吉沢真澄の死去に伴う新潟県議会議員補欠選挙に立候補し、無投票で当選した。2011年、無投票で再選（無所属）。
2012年、新潟県議を辞職。第46回衆議院議員総選挙に自由民主党公認で新潟4区から立候補し、民主党前職の菊田真紀子に1万4千票超の差をつけて破り、当選した（菊田は比例復活）。当選後、二階派に入会。
2014年の第47回衆議院議員総選挙では、新潟4区で民主党前職の菊田の猛追を受け、前回よりも票差を大幅に縮められたものの、3,094票差で再び菊田を破り、再選。
2015年5月19日、同じ二階派所属の宮崎謙介との結婚を発表した。同年8月に二階派の会合にて、妊娠している事を発表した。
2016年2月5日、男児を出産。同年2月9日、夫である宮崎謙介の不倫疑惑が発覚し。2月16日に宮崎は議員辞職。宮崎によれば一連の騒動が原因で産後回復が遅れたという。
同年8月、第3次安倍第2次改造内閣では、総務大臣政務官（情報通信、郵政行政、放送行政の担当）に就任した。
2017年10月22日、第48回衆議院議員総選挙では自由民主党公認で立候補したが、菊田に破れ、比例復活での当選も出来ず落選。
落選から1週間後、夫である宮崎と『サンデージャポン』（TBSテレビ）2017年10月29日放送分に出演。以後、夫婦でバラエティ番組に多数出演し、前述の不倫騒動を語りつつ自身も単独の番組出演が増え、実質的にタレント活動を行うようになる。
一方、金子は地元支部の役員会に次期国政選挙出馬について表明をせず、選挙区である新潟市内ではなく、都心にある宮崎が購入したマンションに居住。同年12月に支部は金子を続投させない方針を固めた。
2019年7月27日、金子の後任について協議する「4区支部長・幹事長会議」が新潟市中央区の自民党県連会館で開かれ、三条市長の国定勇人を新支部長に選任することが決まった。
2019年10月6日、TBSテレビの『サンデージャポン』で政治家を引退することを発表。地元県議と軋轢があったと述べ、比例北陸信越ブロックで次点だったが繰り上げ当選が発生した場合も辞退する意向を表明した。その後、2021年9月に比例北陸信越ブロック選出議員の石崎徹が議員辞職願を提出したことに伴い、次点である金子の繰り上げ当選が取り沙汰されたが、金子は改めて繰り上げ当選の権利を辞退することを表明。これを受けて自由民主党は金子を北陸信越ブロックの比例名簿から削除する対応をとった（この措置に伴い次々点の小松裕が繰り上げ当選）。
2020年2月にレプロエンタテインメントとマネージメント契約を結んだ。

## 政策
- 憲法9条の改正と集団的自衛権の行使容認に賛成[29]。
- 特定秘密保護法は日本に必要だ[29]。
- アベノミクスを評価する[29]。
- 原発は日本に必要だ[29]。
- 村山談話・河野談話を見直すべき[29]。
- 選択的夫婦別姓制度導入について、「どちらとも言えない」としている[30]。

## 人物
- 2012年の第46回衆議院議員総選挙以来、民主党（2017年は無所属）の菊田真紀子との事実上の一騎打ちが続いており、2017年の第48回衆議院議員総選挙の最中は、合同で開かれた個人演説会でもお互いに目を合わさず[31]、金子がSNSで「卑怯な手にも屈しません！」と題して「支援者が、菊田の後援会関係者から『金子を応援するのであれば、明日から今の取引を止める』と言われた」として菊田陣営の公職選挙法違反を告発し、菊田がこれを「完全なデマ」であり、金子の投稿こそが公職選挙法違反であるとして警察に通報したため、「場外乱闘」[32]、「女の闘い」[33]などと話題になった。なお、週刊新潮は自民党系市議会議員の発言として、「中小企業が多いこの選挙区では、以前から自民も業界団体へ支援要請しており、企業間で取引停止をチラつかせ、支援を求める風土がある。金子陣営でも同じことが起こっているやもしれぬのに、大っぴらに批判するのは大人気ない」という声を紹介している[34]。
- 総務大臣政務官時代に週刊誌報道にて、当時居住していた議員宿舎から政務官公用車にて自身の子供を議員会館内の保育所へ送迎した事を報道され、記事内では公私混同を指摘された[35]。この事に対し、自身のブログにて釈明し「総務省の運用ルールに従っており、同省でも、「公務を行う場所と保育園が同じ」「総務省への経路上で家族を乗せている」ため、ルール上問題は無く、「私的な目的のため、送迎を前提に、公用車を使用したというような事実は一切ございません」[36]と説明し、当時総務大臣であった高市早苗に子供を公用車へ同乗させない旨も報告した[37]。この週刊誌報道によって、大手メディアの報道や専門家やネットユーザーの間で、共働き世帯の子育ての在り方で議論となり、党内では「女子供の問題を持ち込むな」と指摘されショックだったと回想している[38]。
- 料理の腕前は「素人同然」と語っており、夫が「我が家のシェフ」であるという[39]。
- 実業家兼フリーアナウンサーの森本智子は大学時代からの友人[40][41]。同じ学部で、テニスサークルに入っていた共通点がある[42]。

## 所属団体・議員連盟
- 日本会議国会議員懇談会[43]
- 神道政治連盟国会議員懇談会[43]
- みんなで靖国神社に参拝する国会議員の会[43]
- TPP交渉における国益を守り抜く会

## 番組出演

### テレビ
国会議員在職中
- 西部邁ゼミナール（TOKYO MX） - 2013年4月13日、20日

議員落選以後
- サンデージャポン（TBSテレビ）- 2017年10月29日、2019年10月6日
- 橋下×羽鳥の番組（テレビ朝日）- 2017年12月2日
- ビートたけしのTVタックル（テレビ朝日）- 2017年12月24日、その後不定期出演にて。
- ちょっとザワつくイメージ調査 もしかしてズレてる?（関西テレビ）- 2017年12月25日
- ダウンタウンDX（読売テレビ）- 2018年2月5日
- 金曜★ロンドンハーツ（テレビ朝日）- 2018年2月9日
- ゴゴスマ -GO GO!Smile!-（CBCテレビ）- 2018年3月7日、2021年4月より火曜レギュラー
- 快傑えみちゃんねる（関西テレビ）- 2018年3月23日
- ご本人をさらに深掘り!ニュースな主役（東海テレビ）- 2018年3月31日
- バラいろダンディ（TOKYO MX）※水曜レギュラー - 2020年1月8日 - 2018年4月20日 - 2019年12月20日まで不定期出演、2020年10月 - 隔週で火曜レギュラー
- プレバト!!（TBSテレビ）- 2018年4月26日
- モーニングCROSS（TOKYO MX） - 2018年6月1日、2019年11月5日
- 踊る!さんま御殿!!（日本テレビ）- 2018年6月5日
- 北海道へGO!大満喫!極上オトナ女子の旅（読売テレビ）- 2019年2月3日
- 二軒目どうする?〜ツマミのハナシ〜（テレビ東京）- 2019年10月26日
- 宮崎謙介!金子恵美!夫婦で行くソウルの穴場めぐりの旅（BSフジ）- 2019年12月14日
- めざまし8(フジテレビ、2021年4月） - 月曜→木曜→水曜コメンテーター
- Mr.サンデー(フジテレビ) - コメンテーター
- 相席食堂（朝日放送） - 2022年11月22日[44]。

### ラジオ
- 斉藤一美 ニュースワイドSAKIDORI!（文化放送）月曜レギュラーコメンテーター
- DAYS（ニッポン放送） - 2019年10月30日※原田龍二不在時の代理パーソナリティー
- 言ったもん勝ち！だもん（FMヨコハマ） - 2024年5月担当マンスリーDJ
- 金子恵美のPoint Zero（2025年1月28日、文化放送）

### インターネット動画配信
- みのもんたのよるバズ!（AbemaNews）
- 千原ジュニアのキング・オブ・ディベート（AbemaNews）- 2018年3月25日
- 新春LIVE Abemaが総括! 2017年年越しカウントダウンスペシャル（AbemaNews）- 2017年12月31日
- エゴサーチTV（AbemaTV）

## 著書
- 『韓国に嫌われた私』（アールズ出版）ISBN 978-4-86204-019-0 （2006年8月）
- 『それでも、私が政治家になる理由』（ポプラ社）ISBN 978-4591126226 （2011年12月、「金子めぐみ」名義）
- 『許すチカラ』（集英社） ISBN 978-4-08-788042-7（2020年10月5日[45]）
- 『もしも日本から政治家がいなくなったら』（内外出版社） ISBN 978-4-86-257653-8（2023年5月30日）